# نفيسة الديك
نفيسة الديك (1940-) قائدة اجتماعية وشعبية من قرية كفر نعمة قرب مدينة رام الله. دافعت عن حقوق المرأة وعملت على تطوير المجتمع المحلي. تم اعتقال نفيسة الديك مرتين في 1981، وقدمت للمحكمة العسكرية في 1993. عملت على محو الأمية في كفر نعمة وعملت على نشر فكرة تعليم الإناث في القرية.
فازت نفيسة الديك بجائزة (البنك لمساهمة المرأة في التنمية). هي على صعيد العالم الإسلامي والتي قيمتها تساوي 30 ألف دولار مع مجسم تذكاري.تم إختيارها للجائزة من بين مئات النساء من 56 دولة عضواً في البنك الإسلامي للتنمية. وقد تسليم الجائزة في الإجتماع السنوي في جاكرتا، العاصمة الإندونيسية عام 2016.